# Tomaskyrkan, Helsingfors
Tomaskyrkan (finska: Tuomaan kirkko) är en kyrka i Helsingfors. År 1938 blev en plan gällande de dåvarande Norra finska och Norra svenska församlingarna klar. För första gången i församlingarnas historia beslöt man sig för att bygga verksamhetsutrymmen för bägge språkgrupper under samma tak. Arkitekttävlingen, som hölls åren 1944-45, vanns av Markus Tavio. De två kyrksalarna samt övriga församlingsutrymmen blev färdiga år 1954. Den finskspråkiga församlingens kyrksal benämndes Mejlans kyrka och den svenskspråkiga Tomas kyrka, senare Tomaskyrkan.